# پوشینه
کپسول (به انگلیسی: capsule) در میکروب شناسی در این مورد به کار می‌رود: پوشش لعاب‌مانند معمولاً از جنس پلی‌ساکارید که لایه‌ای محافظ به دور برخی باکتری‌ها می‌سازد مانند پنوموکوک و باسیلوس آنتراسیس.

Bacterial Capsule _{کپسول باعث مقاومت باکتری به محیط اطراف می‌شود و برخی از آنتی‌بیوتیک‌ها مانند پنی سیلین با تخریب کپسول باکتری آن را از بین می‌برند.}

کپسول باعث مقاومت باکتری به محیط اطراف می‌شود و برخی از آنتی بیوتیک‌ها مانند پنی سیلین با تخریب کپسول باکتری آن را از بین می‌برند.
کپسول باکتری‌ها اغلب در بیماریزایی آن‌ها نقش دارد و آنتی‌بادی علیه آن می‌تواند ایمنی‌زا باشد.

## جنس کپسول باکتری
کپسول در باکتری‌های مختلف جنس‌های متفاوتی از خود نشان می‌دهند مانند: کپسولی از جنس قند یا کپسولی از جنس پروتئین و یا کپسولی از جنس گلیکوپروتئین است. کپسول حدوداً دارای قطری به اندازهٔ ۲۰ نانومتر است ولی در بعضی از باکتری‌ها قطر کپسول به ۱۵ تا ۱۸ نانومتر کاهش می‌یابد که میکرو کپسول نام دارد و در برخی از باکتری‌ها دارای قطری کمتر از ۱۵ نانومتر است که به دو صورت نمایان می‌شوند: 
۱- گلیکو کالیکس که جنس آن از گلیکو پروتئین است.
۲- لایهٔ s که جنس آن از پروتئین است. گلیکو کالیکس و لایهٔ s چسبندگی بیشتری نسبت به کپسول از خود نشان می‌دهند.
کپسول ماده‌ای لزج است که اندازهٔ آن به محیط کشت میکروبی بستگی دارد. باکتری‌های بیماری‌زا در میان باکتری‌های تولیدکنندهٔ کپسول، کپسول‌های بزرگ‌تری دارند. جنس کپسول از پلی ساکارید است که در آب محلول و به صورت غیر یونی است. کپسول به عنوان یک سد اسمزی بین باکتری و محیط اطراف خود عمل می‌کند و در واقع نقش حفاظتی دارد. همچنین کپسول تحت عنوان مخزن ذخیرهٔ مواد غذایی یا دفع مواد زاید عمل می‌کند.

## وظایف کپسول باکتری
از وظایف مهم کپسول می‌توان: 
۱- ساختار ضد فاگوسیتوزی آن را نام برد، ولی اگر آنتی‌بادی ضد کپسولی پوشانده شوند، این خاصیت را از دست می‌دهد. 
۲- کپسول، در تهاجم باکتری‌های پاتوژن نقش دارد. 
۳- به علت اینکه بار کپسول‌های قندی منفی است و مقدار بار لکوسیت‌های بدن منفی است می‌توان نتیجه گرفت که این دو نسبت به هم خاصیت دافعه دارند. 
۴- خاصیت و تنوع آنتی‌ژنیک دارد و نام آنتی‌ژن آن k است. 
۵- نقش چسبندگی دارد.

## کپسول باکتری و بیماری
در تعدادی از باکتری‌های بیماری‌زا، وجود کپسول به شدت بیماری‌زایی و عفونت‌زایی را افزایش می‌دهد و حتی ممکن است این بیماری‌زایی به علت وجود کپسول باشد به عنوان مثال: در استرپتوکوکوس پنومونیا اگر توانایی تولید کپسول در باکتری از بین رود، این باکتری غیر بیماری‌زا می‌شود. یک نوع بیماری وجود دارد به نام شدینگ کپسولی که توسط کپسول باکتری، فرد مبتلا می‌شود. به این صورت که در هنگام حملهٔ لکوسیت‌ها به باکتری، باکتری با حرکتی هوشمندانه کپسول خود را از دیواره جدا می‌سازد و لکوسیت‌ها درگیر آن کپسول می‌شوند و همین برای مهاجرت باکتری به نقاط دیگر برای تقسیم خود و بیماری‌زایی کافی‌ست.
قدرت بیماری‌زایی پاتوژن‌ها اغلب با تولید کپسول همراه است. باکتری‌های کپسول‌دار در محیط جامد، کلنیهای مخاطی (Mucoid) یا صاف (Smooth) می‌سازند. در مقابل باکتری‌های فاقد کپسول کلنیهای خشن (Rough) دارند. اگر باکتری قدرت کپسول‌سازی خودش را از دست بدهد در مقابل قدرت ویرولانس (بیماری‌زایی) خود را از دست داده و در مقابل دستگاه ایمنی بدن میزبان تاب مقاومت نخواهد داشت.